# Hugo Pesce
Pour les articles homonymes, voir Pesce.
Hugo Pesce Pescetto né le 17 juin 1900 à Tarma et mort le 26 juillet 1969, est un médecin, enseignant et homme politique péruvien.

## Biographie
C'est à Gênes qu'il fait ses études de médecine. Une fois son diplôme en poche, il retourne au Pérou où il se consacre à l'étude de la lèpre, ces travaux sur cette maladie lui permettent d'être membre du comité d'expert sur la lèpre de l'Organisation mondiale de la santé.
En 1928, il rejoint le Parti communiste péruvien. En effet, en pratiquant la médecine dans les régions rurales des Andes péruvienne, il rencontre les populations pauvres, ce qui le radicalise dans ses opinions politiques.
Ces études sur la lèpre l'entraînent jusqu'à l'Amazonie péruvienne où il rencontre Che Guevara. Leur rencontre va beaucoup influencer ce dernier. Guevara affirmera dans son livre La guerre de guérilla en 1960 que le Dr Hugo Pesce a peut-être sans le savoir provoqué un grand changement dans son attitude envers la vie et la société.
De 1953 jusqu'à sa retraite en 1967, il est professeur de médecine tropicale à l'université nationale principale de San Marcos à Lima.
Pesce a écrit de nombreux ouvrages sur la médecine et la philosophie.
Après sa mort il est déclaré « Héros de la santé publique au Pérou » par l'Organisation panaméricaine de la santé en raison de son travail médical, social et humanitaire